# مولينا دي سيغورا
بلدية مولينا دي سيغورا (بالإسبانية: Molina de Segura) هي بلدية تقع في منطقة مرسية جنوب شرق إسبانيا.

## الديموغرافيا
بلغ عدد سكان بلدية مولينا دي سيغورا 66.775 نسمة عام 2011 (وفقاً للمعهد الوطني الإسباني للإحصاء).
| 41.109 | 43.097 | 48.421 | 54.673 | 59.365 | 64.065 | 66.775 |

## أعلام
- شارو
- فرنسيسكو خوسيه نيكولاس غونزاليس
- ديفيد كاباييرو
- فرجينيا مارتينيز